# Hamburg Open 2025
Hamburg Open 2025 byl smíšený tenisový turnaj na profesionálních okruzích mužů ATP Tour a žen WTA Tour, hraný na antukových dvorcích areálu Am Rothenbaum. Stý devatenáctý ročník mužského a dvacátý třetí ročník ženského Hamburg Open probíhal v roce 2025 v německém Hamburku.
Mužský turnaj Bitpanda Hamburg Open s rozpočtem 2 158 260 eur patřil do kategorie ATP Tour 500. Hrál se mezi 18. a 24. květnem 2025, kam byl přesunut z července, aby se stal závěrečnou přípravou na grandslamové French Open. Ženská událost navázala pod názvem MSC Hamburg Ladies Open od 14. do 20. července 2025. Na okruh WTA Tour se vrátila v kategorii WTA 250 po roční absenci, když byla v předchozím ročníku součástí série WTA 125. Její dotace činí 275 094 dolarů.
Nejvýše nasazeným singlistou se stal třetí muž klasifikace Alexander Zverev z Německa a šestnáctá tenistka světa Jekatěrina Alexandrovová. Jako poslední přímí účastníci do dvouher nastoupili kazachstánský 76. hráč žebříčku Alexandr Bublik a 116. žena pořadí Diane Parryová z Francie. V důsledku invaze Ruska na Ukrajinu na konci února 2022 řídící organizace tenisu ATP, WTA a ITF s grandslamy rozhodly, že ruští a běloruští tenisté mohli dále na okruzích startovat, ale do odvolání nikoli pod vlajkami Ruska a Běloruska.
První kariérní trofej na okruhu WTA Tour vyhrála ve dvouhře 22letá Francouzka Loïs Boissonová. V následném vydání žebříčku se poprvé posunula do elitní světové padesátky. Druhý singlový titul na okruhu ATP Tour vybojoval 23letý Ital Flavio Cobolli, jenž se posunul na žebříčkové maximum, 26. místo. Čtyřhru vyhráli Italové Simone Bolelli s Andreou Vavassorim a odvezli si šestou párovou trofej. Ženský debl ovládly Ukrajinka Nadija Kičenoková s Japonkou Makoto Ninomijovou, čímž získaly první společný titul.

## Rozdělení bodů a finančních odměn

### Rozdělení bodů
| Soutěž       | Soutěž        | vítězové | finalisté | semifinalisté | čtvrtfinalisté | 16 v kole | 32 v kole | Q  | Q2 | Q1 |
| ------------ | ------------- | -------- | --------- | ------------- | -------------- | --------- | --------- | -- | -- | -- |
| dvouhra mužů | [ 4 ]         | 500      | 330       | 200           | 100            | 25        | 0         | 25 | 13 | 0  |
| čtyřhra mužů | [ 12 ] [ 13 ] | 500      | 300       | 180           | 90             | —         | —         | 45 | 25 | 0  |
| dvouhra žen  | [ 5 ] [ 14 ]  | 250      | 163       | 98            | 54             | 30        | 1         | 18 | 12 | 1  |
| čtyřhra žen  | [ 15 ]        | 250      | 163       | 98            | 54             | 1         | —         | —  | —  | —  |

### Finanční odměny
| Soutěž                                | Soutěž        | vítězové  | finalisté | semifinalisté | čtvrtfinalisté | 16 v kole | 32 v kole | Q2      | Q1      |
| ------------------------------------- | ------------- | --------- | --------- | ------------- | -------------- | --------- | --------- | ------- | ------- |
| dvouhra mužů                          | [ 4 ] [ 16 ]  | 403 665 € | 217 200 € | 115 755 €     | 59 140 €       | 31 570 €  | 16 835 €  | 8 630 € | 4 840 € |
| dvouhra žen                           | [ 5 ] [ 14 ]  | 31 565 €  | 18 685 €  | 10 410 €      | 5 925 €        | 3 624 €   | 2 585 €   | 1 915 € | 1 235 € |
| čtyřhra mužů                          | [ 12 ] [ 13 ] | 132 560 € | 70 710 €  | 35 870 €      | 17 890 €       | 9 260 €   | —         | —       | —       |
| čtyřhra žen                           | [ 15 ]        | 11 480 €  | 6 460 €   | 3 700 €       | 2 210 €        | 1 700 €   | —         | —       | —       |
| částky ve čtyřhře jsou uvedeny na pár |               |           |           |               |                |           |           |         |         |

## Dvouhra mužů

### Nasazení
| Stát                          | Hráč                        | ATP | Nasazení |
| ----------------------------- | --------------------------- | --- | -------- |
| Německo                       | Alexander Zverev            | 2.  | 1.       |
| USA                           | Frances Tiafoe              | 16. | 2.       |
|                               | Andrej Rubljov              | 17. | 3.       |
| Argentina                     | Francisco Cerúndolo         | 18. | 4.       |
| Španělsko                     | Alejandro Davidovich Fokina | 26. | 5.       |
| Kanada                        | Félix Auger-Aliassime       | 27. | 6.       |
| USA                           | Brandon Nakashima           | 29. | 7.       |
| Argentina                     | Sebastián Báez              | 33. | 8.       |
| Žebříček ATP k 5. květnu 2025 |                             |     |          |

### Jiné formy účasti
Následující hráči obdrželi divokou kartu:
- Diego Dedura
- Justin Engel
- Jan-Lennard Struff
- Alexander Zverev

Následující hráči postoupili z kvalifikace:
- Raphaël Collignon
- Borna Gojo
- Aleksandar Kovacevic
- Elias Ymer

### Odhlášení
před zahájením turnaje
- Ugo Humbert → nahradil jej  Tomás Martín Etcheverry
- Sebastian Korda → nahradil jej  Camilo Ugo Carabelli
- Jakub Menšík → nahradil jej  Vitalij Sačko
- Lorenzo Musetti → nahradil jej  Francisco Comesaña
- Tommy Paul → nahradil jej  Pu Jün-čchao-kche-tche
- Holger Rune → nahradil jej  Daniel Altmaier
- Jannik Sinner → nahradil jej  Damir Džumhur
- Stefanos Tsitsipas → nahradil jej  Roberto Bautista Agut

## Mužská čtyřhra

### Nasazení
| Stát                                                                                   | Hráč             | Stát               | Hráč             | ATP | Nasazení |
| -------------------------------------------------------------------------------------- | ---------------- | ------------------ | ---------------- | --- | -------- |
| Finsko                                                                                 | Harri Heliövaara | Spojené království | Henry Patten     | 7.  | 1.       |
| Německo                                                                                | Kevin Krawietz   | Německo            | Tim Pütz         | 11. | 2.       |
| Itálie                                                                                 | Simone Bolelli   | Itálie             | Andrea Vavassori | 19. | 3.       |
| Chorvatsko                                                                             | Nikola Mektić    | Nový Zéland        | Michael Venus    | 29. | 3.       |
| Žebříček ATP k 5. květnu 2025; číslo je součtem žebříčkového postavení obou členů páru |                  |                    |                  |     |          |

### Jiné formy účasti
Následující páry obdržely divokou kartu:
- Justin Engel /  Max Hans Rehberg
- Andreas Mies /  Patrick Zahraj

Následující pár postoupil z kvalifikace:
- Sander Arends /  Luke Johnson

### Odhlášení
před zahájením turnaje
- Máximo González /  Andrés Molteni → nahradili je  Andrés Molteni /  Fernando Romboli
- Marcel Granollers /  Horacio Zeballos → nahradili je  Sander Gillé /  Jan Zieliński

## Ženská dvouhra

### Nasazení
| Stát                           | Hráčka                   | WTA | Nasazení |
| ------------------------------ | ------------------------ | --- | -------- |
|                                | Jekatěrina Alexandrovová | 17. | 1.       |
| Ukrajina                       | Dajana Jastremská        | 42. | 2.       |
| Německo                        | Tatjana Mariová          | 45. | 3.       |
| Německo                        | Eva Lysová               | 61. | 4.       |
| Francie                        | Loïs Boissonová          | 66. | 5.       |
| Japonsko                       | Mojuka Učidžimová        | 72. | 6.       |
| Maďarsko                       | Anna Bondárová           | 75. | 7.       |
| Egypt                          | Majar Šarífová           | 86. | 8.       |
| Žebříček WTA k 30. červnu 2025 |                          |     |          |

### Jiné formy účasti
Následující hráčky obdržely divokou kartu:
- Jekatěrina Alexandrovová
- Loïs Boissonová
- Noma Noha Akugueová
- Nastasja Schunková

Následující hráčky nastoupily pod žebříčkovou ochranou:
- Berfu Cengizová
- Kaja Juvanová

Následující hráčky postoupily z kvalifikace:
- Ariana Geerlingsová
- Aleksandra Krunićová
- Valentina Steinerová
- Marija Timofejevová
- Eva Vedderová
- Caroline Wernerová

Následující hráčky postoupily z kvalifikace jako šťastné poražené:
- Nicole Fossa Huergová
- Sada Nahimanová

### Odhlášení
před zahájením turnaje
- Jéssica Bouzasová Maneirová → nahradila ji  Astra Sharmaová
- Cristina Bucșová → nahradila ji  Berfu Cengizová
- Elsa Jacquemotová → nahradila ji  Sada Nahimanová
- Eva Lysová → nahradila ji  Nicole Fossa Huergová
- Polina Kuděrmetovová → nahradila ji  Julia Grabherová
- Rebeka Masárová → nahradila ji  Jule Niemeierová
- Julia Putincevová → nahradila ji  Tara Würthová
- Antonia Ružićová → nahradila ji  Sinja Krausová
- Ella Seidelová → nahradila ji  Louisa Chiricová
- Laura Siegemundová → nahradila ji  Tamara Korpatschová
- Wang Sin-jü → nahradila ji  Raluca Șerbanová

## Ženská čtyřhra

### Nasazení
| Stát                                                                                      | Hráčka              | Stát               | Hráčka            | WTA  | Nasazení |
| ----------------------------------------------------------------------------------------- | ------------------- | ------------------ | ----------------- | ---- | -------- |
| Ukrajina                                                                                  | Nadija Kičenoková   | Japonsko           | Makoto Ninomijová | 111. | 1.       |
| Česko                                                                                     | Jesika Malečková    | Česko              | Miriam Škoch      | 185. | 2.       |
| Japonsko                                                                                  | Mojuka Učidžimová   | Čína               | Čeng Saj-saj      | 191. | 3.       |
| Kazachstán                                                                                | Žibek Kulambajevová | Spojené království | Maia Lumsdenová   | 195. | 4.       |
| Žebříček WTA k 30. červnu 2025; číslo je součtem žebříčkového postavení obou členek páru. |                     |                    |                   |      |          |

### Jiné formy účasti
Následující páry obdržely divokou kartu:
- Tessa Johanna Brockmannová /  Sonja Zhenikhovová
- Noma Noha Akugueová /  Nastasja Schunková

## Přehled finále

### Mužská dvouhra
- Flavio Cobolli vs.   Andrej Rubljov, 6–2, 6–4

### Ženská dvouhra
- Loïs Boissonová vs.  Anna Bondárová, 7–5, 6–3

### Mužská čtyřhra
- Simone Bolelli /  Andrea Vavassori vs.  Andrés Molteni /  Fernando Romboli, 6–4, 6–0

### Ženská čtyřhra
- Nadija Kičenoková /  Makoto Ninomijová vs.  Anna Bondárová /  Arantxa Rusová, 6–4, 3–6, [11–9]